# Comité Olímpico de San Cristóbal y Nieves
El Comité Olímpico de San Cristóbal y Nieves (código COI: SKN) es el Comité Olímpico Nacional (CON) que representa a San Cristóbal y Nieves. También es el organismo responsable de la representación de San Cristóbal y Nieves en los Juegos de la Mancomunidad. La junta ejecutiva está compuesta por el presidente, el secretario general, el vicepresidente, el secretario general adjunto y cuatro miembros. El presidente es Alphonso Bridgewater y el secretario general es Glenville Jeffers. El CON se ubicó oficialmente en el edificio Charles Wilkin desde 1994 hasta 2005, cuando se mudó a la Casa Olímpica en Basseterre, San Cristóbal.
Los afiliados del CON son los siguientes: Asociación Amateur de San Cristóbal y Nieves (SKNAAA), Asociación de Baloncesto Aficionado de San Cristóbal y Nieves (SKNABA), Asociación de Boxeo Aficionado de San Cristóbal y Nieves (SKNABA), Asociación de Fútbol de San Cristóbal y Nieves (SKNFA), San Cristóbal y la Asociación de Tenis de Mesa de Nevis (SKNTTA), la Federación de San Cristóbal y Nieves de Taekwondo (SCNTF), la Asociación de Voleibol Amateur de San Cristóbal (SKAVA) y la Asociación de Baloncesto de San Cristóbal (SKNA).

## Historia
La Asociación Olímpica de San Cristóbal y Nieves se fundó con una constitución el 27 de mayo de 1986. El Comité Olímpico Nacional de San Cristóbal y Nieves (CON) fue reconocido oficialmente por primera vez en 1993. El CON y la Asociación de Juegos de la Mancomunidad (CGA) gobernaron múltiples deportes antes hasta 1998. Dado que ambos compartían las mismas organizaciones miembros, la CGA se fusionó con el CON, lo que hace que el CON sea responsable tanto de los Juegos Olímpicos como de los Juegos de la Mancomunidad. La constitución fue revisada el 10 de junio de 2004; ratificada el 30 de noviembre de 2006; y aprobada por el Comité Olímpico Internacional (COI) el 1 de junio de 2007.